# علی فضلی
علی فضلی (زاده ۱۳۴۰ تویسرکان) سرتیپ سپاه پاسداران انقلاب اسلامی است، که هم‌اکنون به‌عنوان جانشین معاون هماهنگ‌کننده سپاه پاسداران فعالیت می‌کند.
وی در سال ۱۳۵۸ به سپاه پاسداران انقلاب اسلامی پیوست و در طول جنگ ایران و عراق از فرماندهان میانی سپاه بود و در اغلب عملیات‌های اصلی سپاه حضور داشت.
فضلی از ۱۳۶۰ تا ۱۳۶۱ فرمانده تیپ ۳۳ المهدی بود، از ۱۳۶۱ تا ۱۳۶۲ به‌عنوان فرمانده تیپ ۲۷ محمد رسول‌الله فعالیت می‌کرد و در فاصله سالهای ۱۳۶۴ تا ۱۳۷۶ فرماندهی لشکر ۱۰ سیدالشهدا را برعهده داشت. وی از ۱۳۷۶ تا ۱۳۷۹ جانشین فرمانده قرارگاه ثارالله بود، از ۱۳۸۴ تا ۱۳۸۷ معاونت عملیات ستاد مشترک سپاه پاسداران را برعهده داشت، در فاصله سالهای ۱۳۸۸ تا ۱۳۹۷ به‌عنوان جانشین رئیس سازمان بسیج مستضعفین فعالیت می‌کرد و از ۱۳۹۷ تا ۱۳۹۹ فرماندهی دانشگاه افسری و تربیت پاسداری امام حسین را برعهده داشت.
اتحادیه اروپا در آوریل ۲۰۱۱ او را به دلیل نقض گسترده و شدید حقوق شهروندان ایرانی تحریم کرد و وزارت خزانه‌داری آمریکا نیز در فروردین ۱۳۹۱ وی را به دلیل نقض جدی حقوق بشر تحریم نمود.

## زندگی‌نامه
علی فضلی در سالِ ۱۳۴۰ در شهر تویسرکان زاده شد و در ۶ سالگی به همراه خانواده به تهران نقل مکان کرد. او پس از وقوع انقلاب، در سال ۱۳۵۸ دیپلم گرفت و ابتدا به کمیته‌های انقلاب اسلامی پیوست، سپس در سال ۱۳۵۸ به عضویت سپاه پاسداران درآمد.
پس از اتمام دوره آموزشی، در پی بروز غائله خلق عرب با همراهی گروهی، راهی خرمشهر شد و با پایان یافتن موضوع خلق عرب در خوزستان، عازم کردستان شد.

## جنگ ایران و عراق
فضلی با آغاز جنگ ایران و عراق بار دیگر راهی خوزستان شد و تا پایان جنگ در جنوب ماند. او در خلال عملیات والفجر ۸ از ناحیه چشم مجروح شد و در مجموع ۱۵ بار در طول جنگ ایران و عراق دچار مجروحیت گردید.

## تحریم
اتحادیه اروپا طی تصمیم مورخ ۲۳ فروردین ۱۳۹۰ (۱۳ آوریل ۲۰۱۱) شمار ۳۲ مقام ایرانی، از جمله علی فضلی را به دلیل نقش در نقض گسترده حقوق شهروندان ایرانی، از ورود به کشورهای این اتحادیه محروم کرد. بر اساس بیانیه اتحادیه اروپا، لشکر سیدالشهدا مسئول تأمین امنیت استان تهران بود، که نقش مهمی در سرکوب اعتراضات به نتایج انتخابات ریاست‌جمهوری سال ۱۳۸۸ ایفا کرد.
در فروردین‌ماه ۱۳۹۱ وزارت خزانه‌داری ایالات متحده آمریکا نیز علی فضلی را به دلیل نقض حقوق بشر تحریم کرد. بر پایه بیانیه این وزارتخانه، فضلی در مقام فرمانده سپاه سیدالشهدا، در سرکوب اعتراضات مسالمت‌آمیز پس از انتخابات ریاست‌جمهوری ۱۳۸۸ مسئول بوده است. او همچنین به‌عنوان جانشین فرمانده بسیج، در سازماندهی حمله‌های سایبری علیه وب‌سایت‌های خبری خارجی، به منظور ممانعت از دسترسی شهروندان ایرانی به اطلاعات، نقش داشته است.

## چهره‌های ماندگار
علی فضلی از برگزیدگان پنجمین دوره همایش چهره‌های ماندگار در سال ۱۳۸۴ در ایران است.